# Reviews and Advances in Chemistry

Reviews and Advances in Chemistry (ReACh) - рецензируемый научный журнал,  издаваемый ежеквартально Pleiades Publishng и распространяемый Springer. ReACh издается с 2011 г (до 2020 г выходил под названием  Review Journal of Chemistry), первым главным редактором журнала был академик Н.С. Зефиров, с 2019 г главным редактором журнала является А.В. Кабанов, профессор  Университета Северной Каролины, Чапел Хилл. ReACh  публикует обзоры, научные статьи, краткие сообщения и письма в редакцию по всем направлениям современной химии и смежным междисциплинарным областям.

## Реферирование и индексирование
ReACh реферируется в следующих наукометрических базах данных -   Chemical Abstracts Service,  CNKI, EBSCO Information Services, Google Scholar, Japan Science and Technology Agency, ProQuest, РИНЦ, E-library и OCLC.

## References
1. ↑  Reviews and Advances in Chemistry. www.pleiades.online. Дата обращения: 11 февраля 2022. Архивировано 5 февраля 2022 года.
2. ↑  Reviews and Advances In Chemistry (ReACh) Editor-in-Chief Message (Russian). Дата обращения: 20 января 2023. Архивировано 20 января 2023 года.
3. ↑  Reviews and Advances in Chemistry. www.pleiades.online. Дата обращения: 11 февраля 2022. Архивировано 5 февраля 2022 года.
4. ↑  CNKI. oversea.cnki.net. Дата обращения: 11 февраля 2022. Архивировано 2 февраля 2022 года.
5. ↑  Home Page | EBSCO (англ.). EBSCO Information Services, Inc. | www.ebsco.com. Дата обращения: 11 февраля 2022. Архивировано 23 сентября 2016 года.
6. ↑  Japan Science and Technology Agency (JST). Japan Science and Technology Agency (JST) (англ.). www.jst.go.jp. Дата обращения: 11 февраля 2022. Архивировано 11 февраля 2022 года.